# William John Adie
William John Adie (* 31. Oktober 1886 in Geelong; † 17. März 1935) war ein australischer Neurologe.

## Leben
Im Alter von 20 Jahren wanderte er nach England aus, um Medizin zu studieren. 1911 promovierte er und arbeitete danach für ein Jahr als Stipendiat in Berlin, München, Wien und Paris. Danach wechselte er an das The National Hospital for the Paralysed and Epileptic in London. Nach Ausbruch des Ersten Weltkrieges diente er zunächst im Northamptonshire Regiment als Feldarzt und nach einer Masernerkrankung im Leicestershire Regiment. Adie wird in Kriegsberichten erwähnt. Er hatte Soldaten vor einem der frühen Angriffe mit Giftgas geschützt, indem er Schutzmasken aus in Urin getränkter Kleidung improvisierte. Nach dem Ersten Weltkrieg arbeitete er zwischenzeitlich im Charing Cross Hospital in London und schließlich im National Hospital for Nervous Disease und Moorfields Eye Hospital. Er war auch in der medizinischen Lehre tätig und galt als fähiger Lehrer.
In der Folgezeit veröffentlichte er zahlreiche Artikel in medizinischen Fachzeitschriften. Nach ihm wurden das Adie-Syndrom und das Adie-Critchley-Syndrom (Beschreibung zusammen mit Macdonald Critchley) benannt. Von der Universität Edinburgh bekam er für seine Leistungen die Goldmedaille verliehen.  Adie war 1932 Mitbegründer der Association of British Neurologists (ABN).
Adie war ab 1916 mit Lorraine Bonar verheiratet. Zusammen hatten sie zwei Kinder, eine Tochter und einen Sohn.
Am 17. März 1935 starb Adie im Alter von 48 Jahren an einem Herzinfarkt.

## Veröffentlichungen
- W. J. Adie, W. W. Wagstaffe: A note on a series of 656 cases of gunshot wound of the head, with a statistical consideration of the results obtained. Medical Research Committee Statistical Reports, no. 1. Stationery Office, London 1918.
- W. J. Adie: Idiopathic narcolepsy: a disease sui generis: with remarks on the mechanism of sleep. In: Brain. 49, 1926, S. 275–306.
- W. J. Adie, M. Critchley: Forced grasping and groping. In: Brain. 50, 1927, S. 142–170.
- W. J. Adie: Pseudo-Argyll Robertson pupils with absent tendon reflexes. A benign disorder simulating tabes dorsalis. In: British Medical Journal. I, 1931, S. 928–930.
- W. J. Adie: Tonic pupils and absent tendon reflexes: a benign disorder sui generis; its complete and incomplete forms. In: Brain. 55, 1932, S. 98–113.[2]